# مایکل اولیس
مایکل اولیسه (انگلیسی: Michael Olise؛ زادهٔ ۱۲ دسامبر ۲۰۰۱) بازیکن فوتبال اهل فرانسه است که از پدری نیجریه‌ای و مادری فرانسوی-الجزایری متولد لندن است که برای تیم بایرن مونیخ و تیم ملی فرانسه فوتبال بازی می‌کند.
از باشگاه‌هایی که در آن بازی کرده‌است می‌توان به باشگاه فوتبال کریستال پالاس اشاره کرد.
وی در سال ۲۰۲۴ با مبلغ ۴۵+۵ میلیون پوند از باشگاه فوتبال  کریستال پالاس به باشگاه فوتبال بایرن مونیخ پیوست و در پست وینگر بازی می‌کند.
وی همچنین در تیم‌های ملی فوتبال زیر ۲۱ سال فرانسه و فرانسه بازی کرده‌است.

## افتخارات

### باشگاهی

#### بایرن مونیخ
- بوندس‌لیگا (۱): ۲۰۲۴-۲۵